# Ейсимонт Віктор Владиславович
Віктор Владиславович Ейсимонт (рос. Виктор Владиславович Эйсымо́нт; 7 (20) грудня 1904 — 31 січня 1964) — радянський кінорежисер. Заслужений діяч мистецтв РРФСР (1957). Лауреат трьох Сталінських премій другого ступеня (1942, 1947, 1951). Член ВКП (б) із 1945 року.

## Біографія
В. В. Ейсимонт народився 7 (20) грудня 1904 року в Гродно (нині Білорусь).
У 1931 році Віктор Ейсимонт поступив вчитися на кінорежисера. Працював і вчився він на чотирьох картинах, які залишили свій слід в історії кіно: «Золоті гори», «Зустрічний», «Подруги», «Друзі». Закінчив Ленінградський інститут сценічного мистецтва в 1930 році.
Першою самостійною постановкою майстра стала картина «Четвертий перископ», про підступи анонімного ворога під час навчань радянських підводних човнів.
Друга самостійна картина здобула любов глядачів — це був фільм «Фронтові подруги», що розповідав про Фінську кампанію.
Під час Німецько-радянської війни Ейсимонт, як і майже всі режисери, працює над бойовими кінозбірниками. У «Бойовому кінозбірнику № 2» Ейсимонт знімає новелу «Один з багатьох».
В. В. Ейсимонт помер 31 січня 1964 року. Похований на Новодівичому кладовищі (ділянка № 6).

## Визнання та нагороди
- Сталінська премія другого ступеня (1942) — за фільм «Фронтові подруги» (1941)
- Сталінська премія другого ступеня (1947) — за фільм «Крейсер „Варяг“» (1946)
- Сталінська премія другого ступеня (1951) — за фільм «Олександр Попов» (1949)
- заслужений діяч мистецтв РРФСР (1957).

## Фільмографія
1. 1931 — Золоті гори — помічник режисера
2. 1932 — Зустрічний — помічник режисера
3. 1935 — Подруги — помічник режисера
4. 1938 — Друзі — помічник режисера
5. 1939 — Четвертий перископ
6. 1941 — Фронтові подруги
7. 1941 — Бойовий кінозбірник № 2
8. 1944 — Жила-була дівчинка
9. 1946 — Крейсер «Варяг»
10. 1949 — Олександр Попов (спільно з Г. М. Раппапортом)
11. 1953 — Вогні на річці
12. 1954 — Двоє друзів
13. 1955 — Доля барабанщика
14. 1956 — В добрий час!
15. 1958 — Дружок
16. 1960 — Кінець старої Березівки
17. 1962 — Незвичайне місто
18. 1964 — Пригоди Толі Клюквіна